# スーパータイムEBC530
『スーパータイムEBC530』（スーパータイム イービーシーごうさんまる）は、1985年4月7日から1990年4月1日まで愛媛放送（現・テレビ愛媛）で日曜夕方に放送された愛媛県向けのローカルワイドニュース番組である（『FNNスーパータイム』の愛媛県ローカルおよび『スーパータイムEBC600』の日曜版扱い）。

## 概要
愛媛放送がローカルパートを放送していた『FNNニュースレポート5:30』が『FNNスーパータイム』土曜版・日曜版へとリニューアルしたのを受け、『FNNスーパータイム』平日版のローカルパートに当たる『スーパータイムEBC600』の日曜版としてスタートした。天気予報については『スーパータイムEBC600』と同様に別番組扱いとし、本番組の終了直後に5分間（17:55 - 18:00）放送されていた。
題字は「530」が大きめで、「スーパータイム」はその右上に小さく記されていた。エンディングではブルーバックで「スーパータイム530」と表記されており、新聞のテレビ欄でもこのように表記されていた。
番組は『スーパータイムEBC600』とともに終了し、『EBCスーパータイム』へとリニューアルした。

## 放送時間
- 日曜日 17:30 - 17:55（JST、1985年4月7日 - 1990年4月1日）

## ニュースキャスター
- 山田幸子

| テレビ愛媛（FNN） 日曜日17時30分のEBCニュース  | テレビ愛媛（FNN） 日曜日17時30分のEBCニュース | テレビ愛媛（FNN） 日曜日17時30分のEBCニュース |
| 前番組                                         | 番組名                                        | 次番組                                        |
| ---------------------------------------------- | --------------------------------------------- | --------------------------------------------- |
| FNNニュースレポート5:30 （愛媛ローカルパート） | FNNスーパータイムEBC530                       | EBCスーパータイム                             |